# Channahalli, Sindhnur
Channahalli là một làng thuộc tehsil Sindhnur, huyện Raichur, bang Karnataka, Ấn Độ.